# Liliana Carona
Liliana Assunção de Paulo Carona (Gouveia, 2 de fevereiro de 1984) é uma jornalista portuguesa, professora universitária e diretora do jornal Noticias de Gouveia. Destaca-se pela sua atuação no jornalismo regional e pela promoção de iniciativas de literacia mediática.

## Biografia
Filha de pais naturais de Angola, Liliana Carona cresceu com interesse pela comunicação. Concluiu a sua formação académica na Universidade de Coimbra, onde se licenciou em Jornalismo, obteve um Mestrado em Comunicação e Jornalismo, e um Doutoramento em Ciências da Comunicação. A sua tese de doutoramento focou-se na feminização do jornalismo regional em Portugal.

## Iniciativas e projetos
- Calendário dos Pastores Mais Belos da Serra da Estrela - iniciativa solidária para apoiar pastores afetados pelos incêndios de 2017.
- Manual das Boas Maneiras para Redes Sociais - realizado em parceria com estudantes da Escola Superior de Educação de Viseu.[2]